# 白龍尾島
白龍尾島，又称浮水洲岛或夜莺岛，坐落于北部湾的中心位置，距中国海南岛120公里，距越南海防市也是120公里，面積2.33平方公里，周边海域渔和油氣资源丰富，盛產鮑魚。
17到18世纪西班牙人称该岛为“德梅约岛”（Is. De Mejo），欧洲船只称此地为“暴风夜”（night in gale），与英语“夜莺”（nightingale）相近，讹传为夜莺岛。1771年，法国绘图员里戈贝尔·伯恩（Rigobert Bonne）所绘地图上，已有夜莺岛之名。中国渔民及沿海居民均称该岛为“浮水洲”。1957年，中华人民共和国政府将此岛连同居民移交给越南民主共和国。1992年，越南政府將白龍尾島單獨劃出，設置白龍尾島縣，行政區劃上屬於越南海防市。2019年，该岛有326户家庭、1152名居民，主要从事海洋捕捞和渔业后勤服务。2025年，越南撤销白龍尾島縣，改为白龙尾特区。

## 历史争议
中越关于该岛的历史记载存在差异。

### 中方记载
1877年（光緒三年），文昌縣符建明、符懷積等人經商，運送貨物到西貢、海防、泰國，常在浮水洲躲避颱風，他們在島上修建了海寶廟，祭祀馬伏波公、天后娘娘。
1887年（光緒十三年），清朝與法國簽訂邊界條約，劃分中國與法屬印度支那邊界。以商務利益換得欽州的江坪、黃竹兩處越南飛地。對於海上邊界的劃分，法國提出以北侖河河口所在的東經108度03分向南延伸，作為海上島嶼及北部灣的劃分界線。根據這一劃法，白龍尾島將歸法國所有。但這一分界方法沒有被中國接受，1887年的《中法續議界務專條》並未劃定此海域的歸屬，在中華民國大陸時期的一些中國及美国地圖（Goode's World Atlas, Rand McNally, 1933）上，白龍尾島仍在中國一側。亦有美国學者認為白龍尾島直至1950年代移交越南前被中国控制。
1917年（民國六年），文昌縣峨蔓鎮龍門村王初儂、許讚海開始在島上居住。此後，峨蔓鎮、三都鎮人民在島上定居者越來越多。王引振、許運中和王藻棠等人攜帶家眷到浮水洲村定居。
1931年，海南儋縣峨蔓鎮人蒲公才、蒲文江、陳有德等集資巨款成立公司，買了耕牛10多只到島上墾種高粱、番薯和瓜果等，農閒時就釣捕鮑魚和魷魚，在浮水洲村以外發展起公司村。
1934年（民國二十二年），廣東省政府派專員到該島視察，了解島上水產資源和居民的作業及生活情況，寫成調查報告並發表於廣東省的“漁訊專號”。
1950年海南被中國人民解放軍占领，少數中華民國國軍進駐該島。海南特別行政區儋縣縣長王煥、中國國民黨黨部書記阮中歧、某團團長梁為林、大隊長李本蕃等率40餘人等登島，先後委派梁帝烈、薛承運、李胜日、陳現瓊等為里長，王家榮、陳卓全等為副里長。
1955年，中国人民解放军占领浮水洲岛，並在該島成立政府機關——儋县人民政府浮水洲办事处。隸屬廣東省海南行政區儋縣，成為中國近代以後正式行使管辖的記錄和標識。据李德潮《白龙尾正名》一文记载：“1955年解放时，（岛上）有居民64户，249人（男127人、女122人）。居民全部是中国汉族人，讲澹州（海南澹县）话。岛上有庙宇一座，奉祀天妃娘娘和伏波将军（马援）。”岛上有两个村庄，大村名“浮水洲村”，小村名“公司村”。

### 越南记载

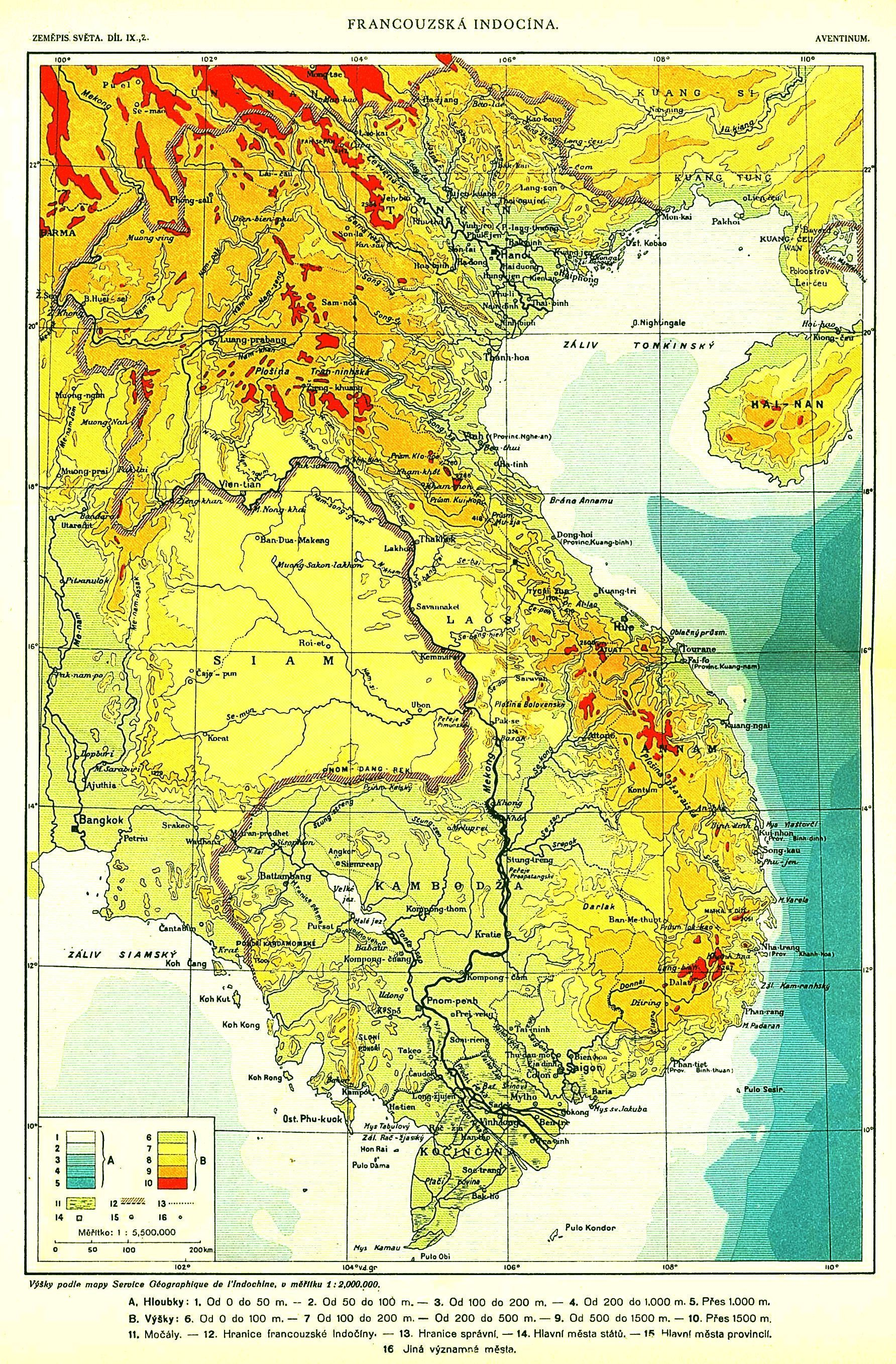
法国殖民时代印度支那地图，北部湾中间的“O.Nightingale”即为夜莺岛

由於缺乏淡水，直到19世紀末该島無人居住，該島只是海上漁民避風的地方。
1920年前後，在島的南部發現了一個淡水井。 1921年8月，廣寧省姑苏县Giap Nam村的居民提出了一項允許在该島低地種植的申請。從那時起，法國保護國加強了對夜莺島的監視，法属印度支那时期的法国海军的巡逻路线一直包括白龙尾岛，除日本占领时期外始终对其进行管辖。
1937年保大帝还向岛上派出一个团37个人的兵力，设置哨所，并正式命名为“白龙尾”。
二战爆发后，日軍入侵法屬印度支那，并解除了越南士兵的武装。
1946年，法國返回印度支那，恢復島上的法治。
1947年，法国任命了华人里长等官员。
1949年，中国革命成功，中国反革命势力逃往该岛。由于该岛对保卫两国领土的重要性，1955年7月，中国解放军登陆该岛，驱逐国民党并管理该岛。
1954年，根據印支和平的日內瓦協議，越南敵對雙方以北緯17度線為界。法國殖民力量在1954年8月劫持島民71戶、269人到越南南部。

### 1957年移交
中越双方记载均显示，1957年中华人民共和国将白龙尾岛移交给越南。
中国人民解放军国防大学科研部《我国与邻国边界和海洋权益争议问题资料选编》记载：“北部湾划界涉及一个重要因素，即在海域中央的一个岛屿，原属于我国，称为浮水洲或夜莺岛，1957年我移交给越南，越改称为白龙尾岛。”《海南省地方誌》记载：“1957年秋，中央领导同意将此岛割让给越方，并无偿给予越方固定资产（含党政、团体、学校等财物）合计人民币22528.74元。”。高健軍著《中國與國際海洋法》稱：「白龍尾島……在歷史上曾屬中國領土，1957年3月通過『秘密移交方式』將該島移交越南」。
越南白龙尾特区官网的《发展历程》记载：1957年1月16日，越南民主共和国接管该岛进行管理和开发，根据国际海洋法的规定，确认越南对岛屿周围的岛屿、海洋、领空和大陆架的主权。“解放”前，岛上有135户518人。
同日，越南总理签署49/TTg号决定，白龙尾岛设立社级行政单位，直接隶属海防市管辖。
中国人民解放军原海南军分区副司令马白山将军说：“1957年3月，上级指派我为代表，把浮水洲岛移交给越南，越南来的代表，也是一个军分区的副司令。当时有文件，说委任马白山作为移交浮水洲岛的全权代表，同去的还有当时的海南区党委的一位副书记。移交时，部队撤，老百姓不动。有的老百姓不高兴，说我们是中国人，为什么要变成越南人？其他设施，如商店等都移交。移交前，我去过这个岛，岛上渔民主要是捕捞近海的鲍鱼。他们捕来的鱼，卖给大陆，也贩运到越南去卖。移交仪式在岛上举行，文件都准备好，履行签字手续就成。移交的一切准备工作都是上面安排的，移交仪式：开茶会，桌上摆水果、点心，都是越方带来的，晚上还设宴请客，越南还派了一个文工团演出。文工团员不少是在越的华侨。移交给越南，主要是当时两国关系好，我们与胡志明是‘同志加兄弟’的友谊，反正是兄弟嘛，该岛又稍近越南一点，就通过一个仪式移交给它。”

## 后续发展
1965年，随着美国对北越的轰炸愈演愈烈，白龙尾岛居民全部撤往大陆，从此直至1992年，白龙尾岛只有越南军队驻守，没有常住居民。
1992年12月9日，越南政府通过15/NĐ/CP号决定，白龙尾岛设立白龙尾岛县，隶属海防市管辖。
1993年2月26日，海防市组织了62名年轻志愿者和第一批渔民在岛上生活和工作。。
根据2000年签订的《中华人民共和国和越南社会主义共和国关于两国在北部湾领海、专属经济区和大陆架的划界协定》 和 《中华人民共和国政府和越南社会主义共和国政府北部湾渔业合作协定》，中越两国明确界定白龙尾岛（也就是中国以前所称的浮水洲）属于越南领土，在划界协定中明确划入越南海域。

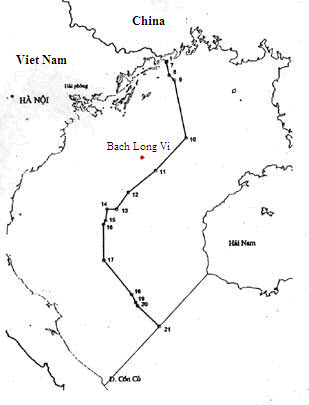
北部灣劃界示意圖，中部紅點為白龍尾島

2004年8月3日，中華人民共和國外交部條約法律司海洋處處長蕭建國称，北部灣劃界不涉及白龍尾島主權。就白龙尾岛归属问题，《国际先驱导报》记者采访了中国边疆史地研究中心副主任李国强。李国强明确指出：“白龙尾岛在上个世纪50年代，通过谈判，已归越南管理。”中国国家海洋局前高级工程师许森安也指出：“白龙尾岛是越南的。”记者又特地再次采访中国外交部法律司海洋处，相关官员明确指出：“白龙尾岛确实属于越南。”
2010年4月1日，越南國家主席阮明哲視察了該島嶼。他表示，「越南將捍衛其對南中國海（越南称「东海」）爭議島嶼的主權。」「我們不會讓別人侵犯我們的領土、領海和島嶼。我們不會對任何人作出一寸土地的讓步。」

## 评论
中国边疆研究所研究员马大正写道：“（在采访马白山将军时），马老不止一次沉重地说，看来我是做错了一件事。我们则是无奈劝慰：您是按命令办事，孰对孰错让历史来评说吧；不过，有一点是肯定的，讲者与听者的心情都是沉重的。”
《白龙尾岛正名》一文的作者、国家海洋局海洋发展战略研究所研究员李德潮表示：“越南得陇望蜀，得寸进尺，在大肆侵占我国南沙群岛的同时，它依托白龙尾岛，对北部湾大面积海域和陆架提出主权要求。它还不断抓扣我渔民，破坏我数十万渔民的生计。在此情况下，为白龙尾岛正名，实有必要。”
美国之音表示，美国海军专家预计，長期來看美国最终将以越南盟友的身份重返金兰湾基地。越南芽庄海军学院原院长黎继林（Lê Kế Lâm）海军少将称：「如果把金兰湾港与菲律宾的苏比克灣港及新加坡的美军基地联合起来，就可以控制所有南海及途经。如果毛泽东黄泉有知，恐怕对当年把夜莺岛作为礼物送给越南的决定，悔得肠子都青了吧。」
记者陈杰人在接受美国之音采访时说：“领土问题是我们中国十三亿多人民共同的家园。如果将领土送出去，或者按边界来划分的话，应该得到全体民众共同的讨论，共同的批准。民众有知情权、参与权、表达权和监督权，如果这些权力没有得到满足的话，我觉得无论是谁在管理这件事情，在未来都会成为被历史谴责的对象。”“这么一种送，对国内的一种政治而言，有没有经过人大的批准，有没有经过国民的讨论，符不符合国家的利益，符不符合我们国家传统的文化和历史，确实需要进一步的探讨” 。

## 容易混淆的钦州白龙尾半岛

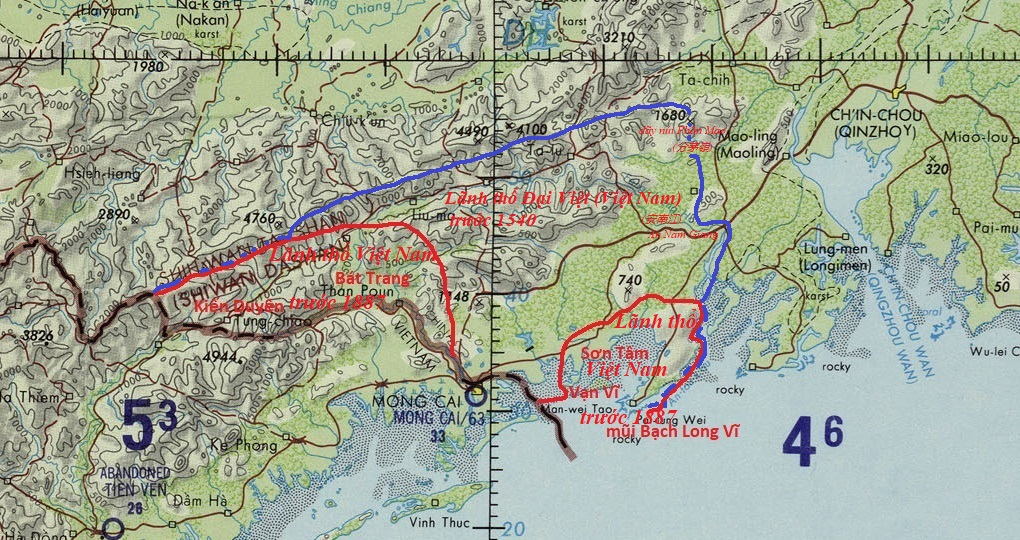
广西南部的白龙尾半岛（mui Bạch Long Vĩ）

越南战争期间，1965年，中国领导人为中越两国抗美援越共同目标，将位于广西钦州地区、“京族三岛”（巫头岛、万尾岛、山心岛）东侧的白龙尾半岛（今名：江山半岛）租借给北越，建一个雷达站，以便提前侦查到美国军机。据曹保健著《叩醒中国海》一书记载：“越共中央委员会主席胡志明来到中国，通过周总理向毛泽东请求，让我们把白龙尾‘借’给越南‘用’一下，建一个前沿雷达站，用以监视美帝飞机的行踪。”1979年中越边界冲突后收回。
国家海洋局海洋发展战略研究所研究员李德潮认为：“白龙尾岛名称是法帝国主义印支殖民当局于20世纪30年代侵略该岛时的命名。他们与越南某些人在南海诸岛问题上，惯于施展移花接木、冒名顶替的诡计……在这里，他们又将广西白龙尾半岛的地名冒名顶替到浮水洲上，企图混淆视听。”

## 外部連結
- Bach Long Vi Island: Small But Gorgeous Island In Hai Phong City, Vietnam （页面存档备份，存于）
- 有关白龙尾岛的历史，哪些是有据可查的
- 北部灣劃界可作借鑒 白龍尾島劃歸越南 （页面存档备份，存于）
- 历史真相：毛泽东将中国夜莺岛赠送越南始末 （页面存档备份，存于）